# Grewia boehmiana
Grewia boehmiana är en malvaväxtart som beskrevs av F. Hoffm.. Grewia boehmiana ingår i släktet Grewia och familjen malvaväxter. Inga underarter finns listade i Catalogue of Life.